# Johann Heinrich Heidegger

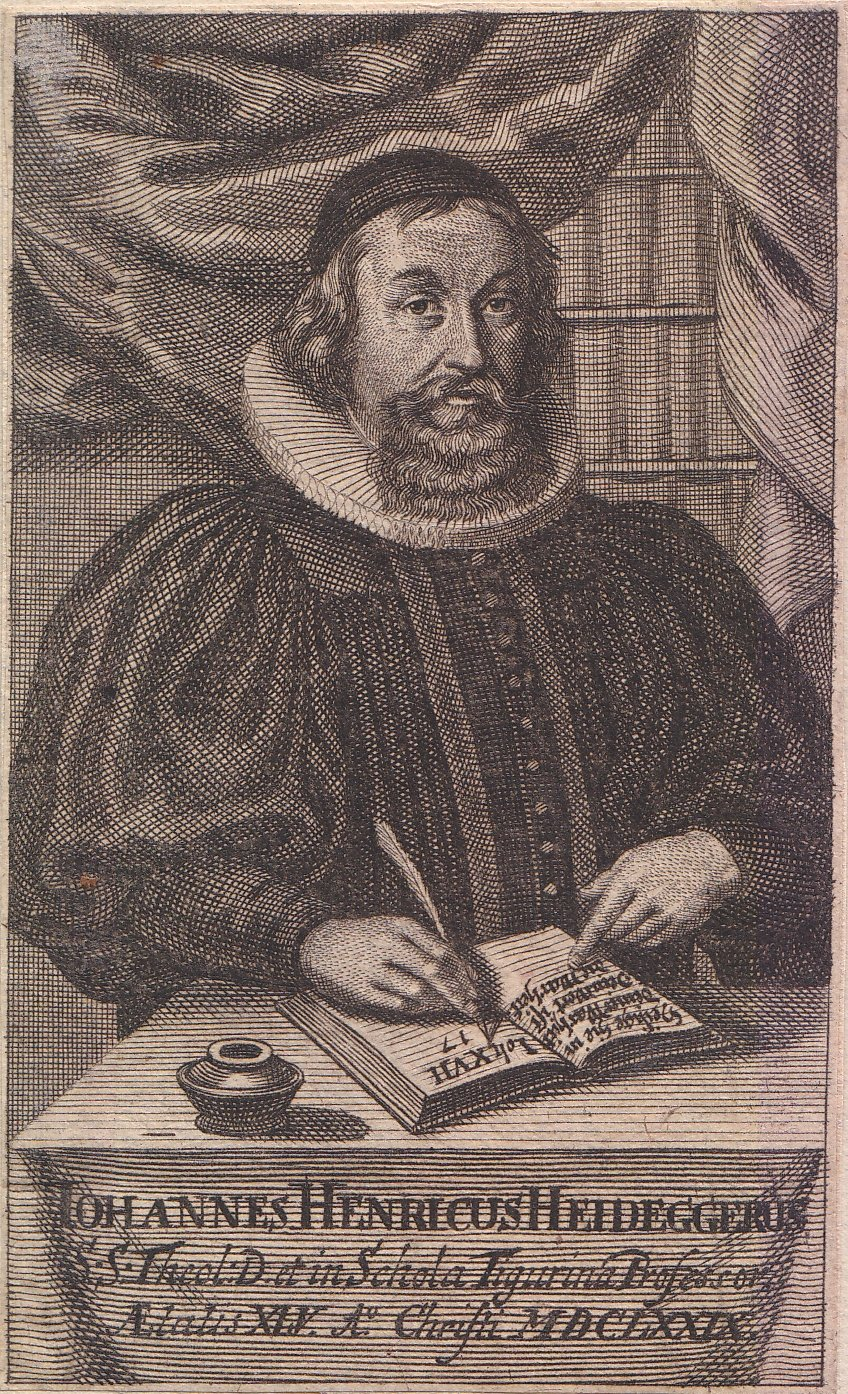
Johann Heinrich Heidegger.

Johann Heinrich Heidegger, född den 1 juli 1633 i Bäretswil, kantonen Zürich, död den 18 januari 1698 i Zürich, var en schweizisk reformert teolog. Han var far till John James Heidegger.
Heidegger blev professor 1659 i Steinfurt och 1667 i Zürich. Som huvudförfattare till den reformerta kristenhetens sista bekännelseskrift, Formula consensus helvetici, som från 1675 till början av 1700-talet åtnjöt symboliskt anseende i de flesta av det protestantiska Schweiz kantoner och i vilken den strängaste kalvinismen fått sitt mest tillspetsade uttryck, gällde Heidegger länge som den typiske representanten för den hårdaste och ofördragsammaste reformerta ortodoxismen. Senare forskningar har emellertid visat, att hans strävan vid arbetet på bekännelseformeln genomgående gick ut på att mildra domarna över oliktänkande och att han på grund härav själv gång på gång ådrog sig anklagelser för irrlärighet. Även gentemot lutherdomen intog han en irenisk ståndpunkt. Däremot utgav han, en av sin tids lärdaste teologer, mot katolicismen en hel rad skarpt polemiska skrifter, bland vilka den märkligaste är Historia papatus (1684). Bland hans övriga många arbeten kan nämnas Corpus theologiæ christianæ (postumt, 1700).